# ウィリアム・キャヴェンディッシュ (第2代デヴォンシャー公爵)
第2代デヴォンシャー公爵ウィリアム・キャヴェンディッシュ（英: William Cavendish, 2nd Duke of Devonshire, 1673年頃 - 1729年6月4日）は、イギリスの貴族、政治家。ガーター勲章勲爵士（KG）、枢密顧問官（PC）。

## 生涯
キャヴェンディッシュ卿ウィリアム・キャヴェンディッシュと初代オーモンド公ジェイムズ・バトラーの娘メアリの間に生まれる。父がデヴォンシャー伯爵を相続した1684年からデヴォンシャー公爵に叙される1694年まで「キャヴェンディッシュ卿（Lord Cavendish）」の、1694年から自身が襲爵する1707年まで「ハーティントン侯爵（Marquess of Hartington）」の儀礼称号を称した。
1695年から1701年までダービーシャー州選挙区選出の、1702年2月から7月までキャッスル・ライジング選挙区選出の、1702年から1707年までヨークシャー州選挙区選出のホイッグ党所属庶民院議員。1702年に近衛兵のヨーマン・オブ・ザ・ガード隊長に任じられ、1707年まで務めた。1706年にはイングランド王国側の代表の一人としてスコットランド王国との合同の交渉にあたった。
1707年に父親の死去により第2代デヴォンシャー公爵となり、Justice in Eyre north of Trentやダービーシャーの統監（Lord Lieutenant of Derbyshire、1710年まで）と主席治安判事（Custos Rotulorum of Derbyshire、1710年まで）を引き継いだ。また同年アン女王によって枢密顧問官と王室家政長官（Lord Steward; 王室家令長、1710年まで）に任じられた。1710年頃、ガーター勲章を授けられた。
ジョージ1世は1714年の即位にあたってデヴォンシャーを摂政（Lords Justices of Great Britain）の一人としたほか、再び枢密顧問官、王室家政長官（1716年まで）、ダービーシャー統監（1729年まで）、ダービーシャー主席治安判事（1729年まで）に任じている。
1716年から1717年まで初代スタンホープ伯ジェイムズ・スタンホープと第3代サンダーランド伯チャールズ・スペンサーの下で枢密院議長として閣僚を務めた。1725年にはサー・ロバート・ウォルポールと第2代タウンゼンド子爵チャールズ・タウンゼンドの下で同じく枢密院議長として入閣し、死去する1729年まで在職した。
1729年6月4日にロンドン・ピカデリーのデヴォンシャーハウス (Devonshire House) で死去し、ダービーのオール・セインツ教会（現在のダービー大聖堂）に葬られた。

## 家族
1688年6月21日にラッセル卿ウィリアム・ラッセル（第5代ベッドフォード伯爵ウィリアム・ラッセルの息子）の娘であるレイチェルとセント・ジャイルズ・イン・ザ・フィールズで結婚した。彼女との間に3男2女をもうけた。
- 第3代デヴォンシャー公爵ウィリアム・キャヴェンディッシュ （1698年 - 1755年） - 王璽尚書、王室家政長官、アイルランド統監
- レディ・レイチェル・キャヴェンディッシュ （1699年 - 1780年） - サー・ウィリアム・モーガン（英語版）夫人
- レディ・エリザベス・キャヴェンディッシュ （1700年 - 1747年） - サー・トマス・ラウザー準男爵夫人
- ジェイムズ・キャヴェンディッシュ卿（英語版） （1700年 - 1747年）
- チャールズ・キャヴェンディッシュ卿（英語版） （1704年 - 1783年） - 科学に業績のあった人物に送られるコプリ・メダルを1757年に受賞している。初代ケント公爵ヘンリー・グレイの4女のアン・グレイと結婚し、男子二人を儲けた。長男が偉大にして寡黙な科学者であるヘンリー・キャヴェンディッシュである。

他に庶子がひとりいる。
- ヘンリエッタ・キャヴェンディッシュ （1684年 - 1717年） - ハンティングタワー卿ライオネル・トルマッシュ（第3代ダイザート伯爵（英語版）ライオネル・トルマッシュ（英語版）の息子）夫人